# Министерство туризма Греции
Министерство туризма (греч. Υπουργείo Τουρισμού) — министерство Греции, курирующее туризм. 
Известное ранее как Министерство туристического развития (Υπουργείο Τουριστικής Ανάπτυξης), оно было объединено с Министерством культуры 7 октября 2009 года, но восстановлено как отдельная структура 21 июня 2012 года.

## Список министров туристического развития (2004—2009)
| Название             | Вступил в должность | Покинул пост     | Партия             |
| -------------------- | ------------------- | ---------------- | ------------------ |
| Димитрис Аврамопулос | 18 марта 2004       | 15 февраля 2006  | «Новая демократия» |
| Фани Палли-Петралия  | 15 февраля 2006     | 19 сентября 2007 | «Новая демократия» |
| Арис Спилиотопулос   | 19 сентября 2007    | 7 января 2009    | «Новая демократия» |
| Костас Маркопулос    | 8 января 2009       | 7 октября 2009   | «Новая демократия» |

## Список министров туризма (с 2012 года)
| Название               | Вступил в должность | Покинул пост    | Партия              |
| ---------------------- | ------------------- | --------------- | ------------------- |
| Ольга Кефалоянни       | 21 июня 2012        | 25 января 2015  | «Новая демократия»  |
| Елена Кундура          | 5 ноября 2016       | 4 мая 2019      | «Независимые греки» |
| Афанасиос Теохаропулос | 4 мая 2019          | 9 июля 2019     | «СИРИЗА»            |
| Харис Теохарис         | 9 июля 2019         | 31 августа 2021 | «Новая демократия»  |
| Василис Кикилиас       | 31 августа 2021     | 26 мая 2023     | «Новая демократия»  |
| Иоанна Дретта          | 26 мая 2023         | 27 июня 2023    | беспартийная        |
| Ольга Кефалоянни       | 27 июня 2023        |                 | «Новая демократия»  |